# Марко Лазаров
Марко Лазаров Стоянов е български подофицер и революционер, деец на Вътрешната македоно-одринска революционна организация.

## Биография
Марко Лазаров е роден през 1867 година в село Косача и там завършва основното си
образование. През 1898 влиза в редиците на българската армия като подофицер, а и по това време вече е свързан с ВМОРО. На следващата година става член на Тайните Македоно-одрински подофицерски братства, чийто създател е поручик Борис Сарафов.
На 20 май 1901 Марко Лазаров влиза в четата на Даме Йонов, чието поле на действие е в Прекуридския район на Прилепско. Лятото на същата година е определен за войвода на една от районните чети в Прилепско, където наследява Мирче Ацев. Целта е Марко Лазаров да обучава изпратените му учители, а впоследствие и четници, и войводи от селските милиции. Тогава постоянни негови четници са Даме Попов от Долнени, Коста от Брезово и Стоян от Орле, и временни Алекси Бочварчето и Димко Гърданов от Прилеп, а четници се вербуват от Илия Биолчев, Милан Янчулев, Йордан Станков и други.
Лазаров се разболява в края на 1901 и заминава за България, за да се лекува, като е заместен от четника си Даме Попов. На следващата 1902 година отново е в Македония, но този път с четата на Димко Гърданов. Участва активно в Илинденско-Преображенското въстание с обучение и сформиране на чети. От септември 1906 година е помощник началник на пункта на ВМОРО в Кюстендил до обявяването на Хуриета през юли 1908.

### Балканска и Междусъюзническа войни
Съдейства за създаването на Македоно-одринското опълчение. По време на Балканската война влиза в редиците на 3-та рота от 7-а Кумановска дружина на Македоно-одринското опълчение. Получава медал за храброст и е произведен в офицерски чин. По-късно участва и в Междусъюзническата война през юни-юли 1913 година. 
След двете войни отново е деен член на ВМОРО. Умира на бойния си пост, вероятно през 1915 година.